# Heraclia mozambica
Heraclia mozambica là một loài bướm đêm trong họ Noctuidae.